# Fedir Łaszczonow
Fedir Serafymowycz Łaszczonow (ukr. Юрій Серафимович Панченко; ur. 4 listopada 1950 w Roweńkach) – ukraiński siatkarz grający w reprezentacji Związku Radzieckiego. Mistrz igrzysk olimpijskich w 1980 w Moskwie.
W reprezentacji Związku Radzieckiego grał w latach 1977–1980. Oprócz złotego medalu igrzysk olimpijskich w 1980 był złotym medalistą mistrzostw świata w 1978, zdobywcą Pucharu Świata  w 1977 i dwukrotnym mistrzem  Europy w 1977 i 1979. Grał w klubie Zwiedza Woroszyłowgrad, z którym zdobył Puchar Zdobywców Pucharów w 1973 i zajął 2. miejsce w tych rozgrywkach w 1974.